# Dicercomorpha vitalisi
Dicercomorpha vitalisi es una especie de escarabajo barrenador metálico del género Dicercomorpha, categorizada en la tribu Dicercini, de la subfamilia Chrysochroinae. Fue descrita por Bourgoin en 1922.
Fue publicada en Bourgoin A. Diagnoses préliminaires de Buprestides [Col.] de l'Indo-Chine française. Bulletin de la Société entomologique de France 1922:20-24. (1922). Se distribuye por la región indomalaya.